# Route nationale 107 (France)
Pour les articles homonymes, voir Route nationale 107.
La route nationale 107, ou RN 107, est une ancienne route nationale française ayant connu deux itinéraires différents.

## Histoire

### Premier tracé dans le Gard et la Lozère
La route nationale 107 reliait à l'origine la RN 106 près de Nîmes à Saint-Chély-d'Apcher via Anduze, Saint-Jean-du-Gard, Florac et Mende.
En 1811, la route était classée sous le no 127 (route impériale no 127
) et sous la désignation de Nîmes à Saint-Flour,,. Entre Saint-Jean-du-Gard et Mende, elle passait par Le Pompidou (en empruntant le tracé de la Corniche des Cévennes), Florac et Ispagnac. En 1824, elle prend le no 107,. En 1841, elle a été rectifiée entre Florac et Balsièges ; elle ne passe plus par Ispagnac. En 1843, elle a été rectifiée entre Saint-Jean-du-Gard et Florac ; elle ne passe plus par Le Pompidou, mais par Saint-André-de-Valborgne, Rousses et Vebron.
Dans les années 1970, le tronçon de Nîmes à Florac a été déclassé par deux arrêtés interministériels datés du 20 décembre 1972 et du 21 février 1974. Dans le Gard, les 83,767 km ont été déclassés avec effet au 1er janvier 1973. Dans la Lozère, la partie entre la Lozère et la RN 107bis, d'une longueur de 28,180 km, a été déclassée avec effet au 1er janvier 1977. Le tronçon deviendra la RD 907 dans les deux départements.
En 1978, le tronçon de Florac à Saint-Chély-d'Apcher devient la RN 106. En 2006, la RN 106 a été déclassée en RD 806 entre Mende et Saint-Chély-d'Apcher.

### Deuxième tracé en Vaucluse
Une autre route nationale 107 est créée, nouveau nom de la nationale 7F depuis 1974. C'est une antenne de la route nationale 7 reliant Vedène (vers l'échangeur no 23 sur l'autoroute A7) au Pontet et au Parc des Expositions d'Avignon. Elle n'est distante que de 6 km et évite la traversée de la grande ville voisine.
Elle est doublée depuis 1961 par une voie rapide entre Noves et Sorgues qui est absorbée par l'autoroute A7 depuis 1965.
Cette section a été déclassée dans les années 2000.

## Ancien tracé de Nîmes à Saint-Chély-d'Apcher

### Ancien tracé de Nîmes à Florac (D 907)
- RN 106, près de Nîmes (km 0)
- Gajan (km 10)
- Fons (km 12)
- Montagnac (km 17)
- Aigremont (km 21)
- Lédignan (km 25)
- Lézan (km 31)
- Anduze (km 39)
- Thoiras (km 46)
- Saint-Jean-du-Gard (km 53)
- L'Estréchure (km 64)
- Saumane
- Saint-André-de-Valborgne (km 77)

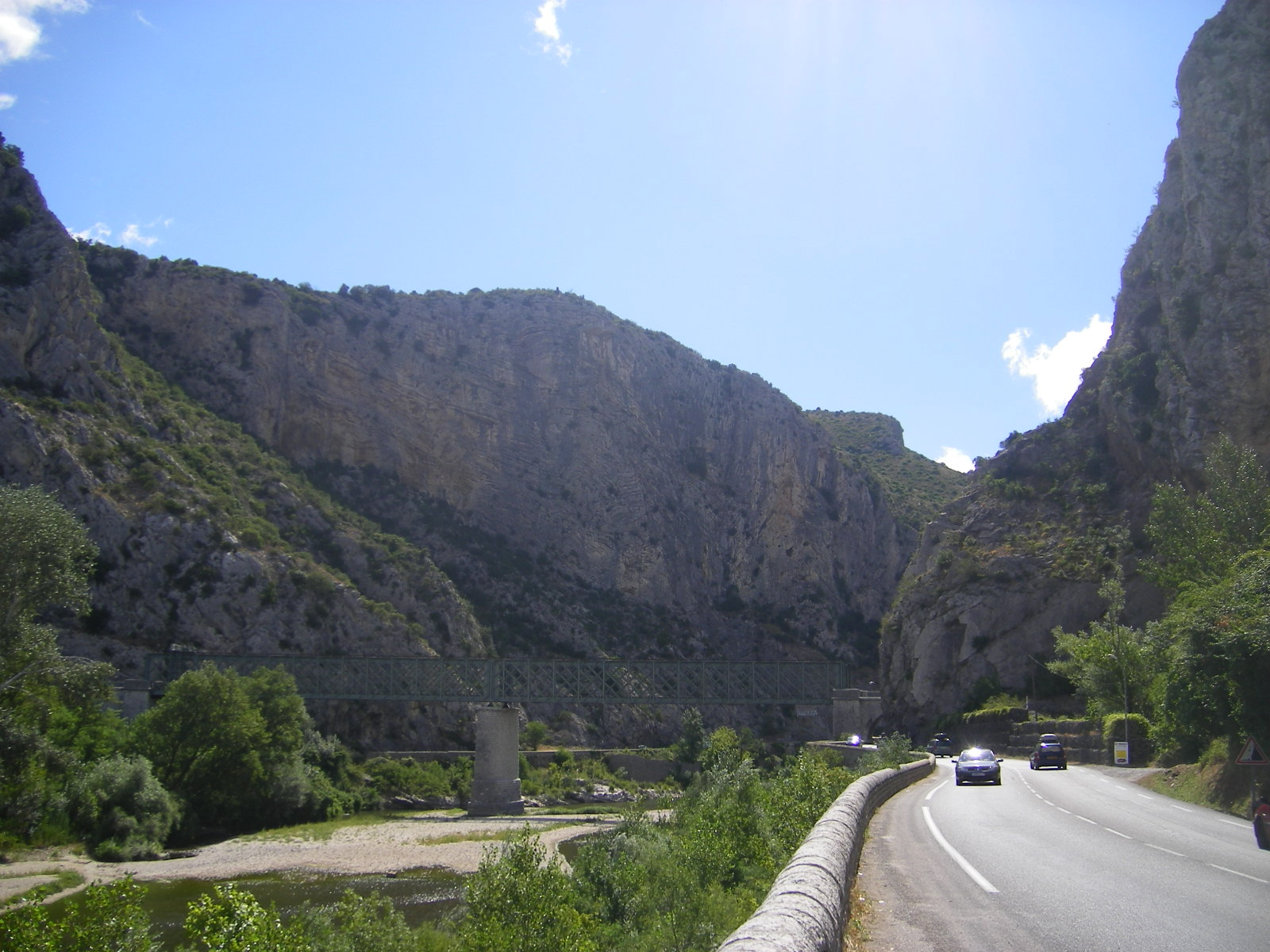
L'ex RN 107 à la porte des Cévennes (Anduze)

- Bassurels par le tunnel du Marquairès (km 87)
- Rousses (km 93)
- Vebron (km 100)
- Florac (km 113)

### Ancien tracé de Florac à Saint-Chély-d'Apcher (N 106)

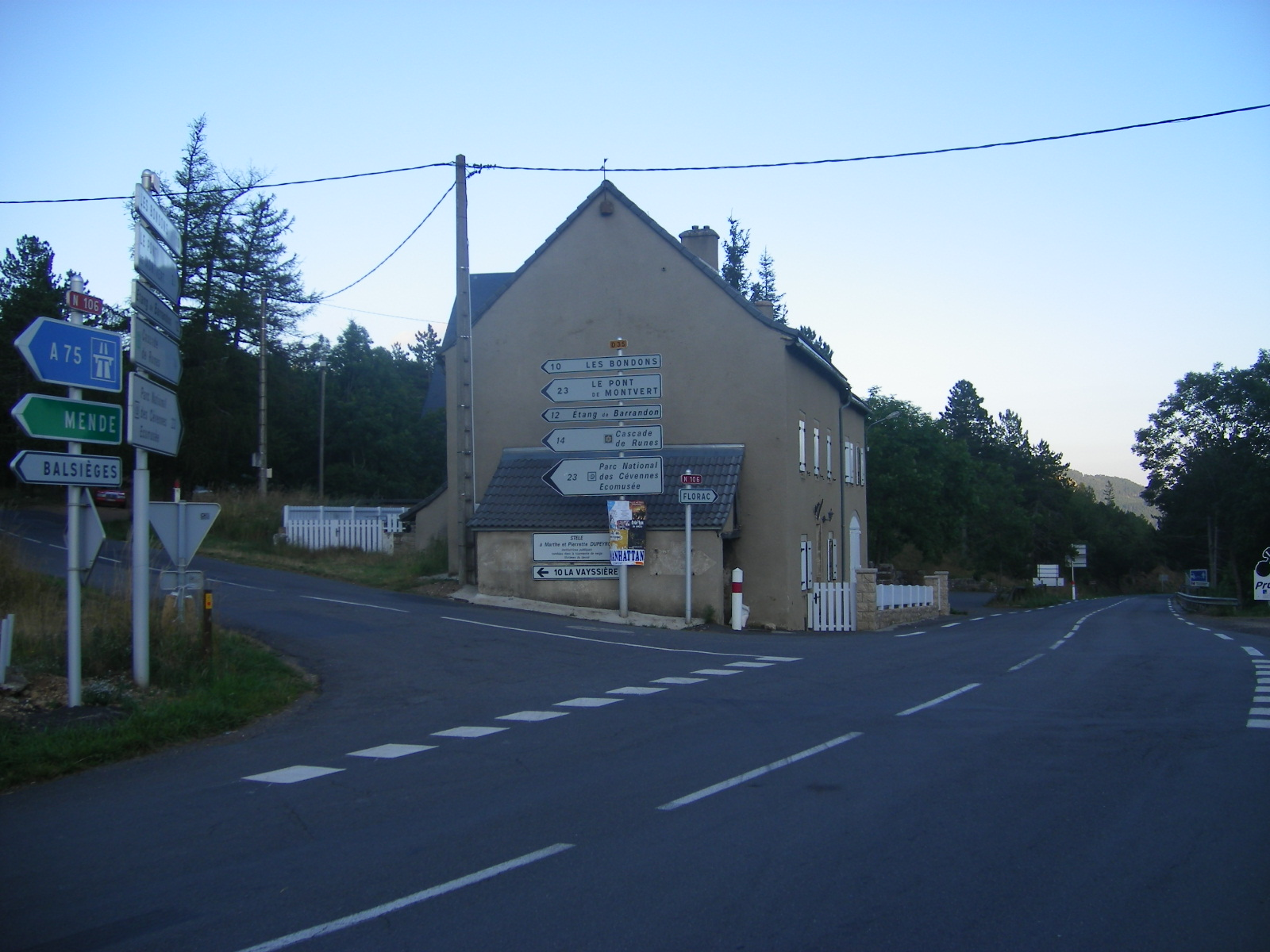
L'ex RN 107 au col de Montmirat

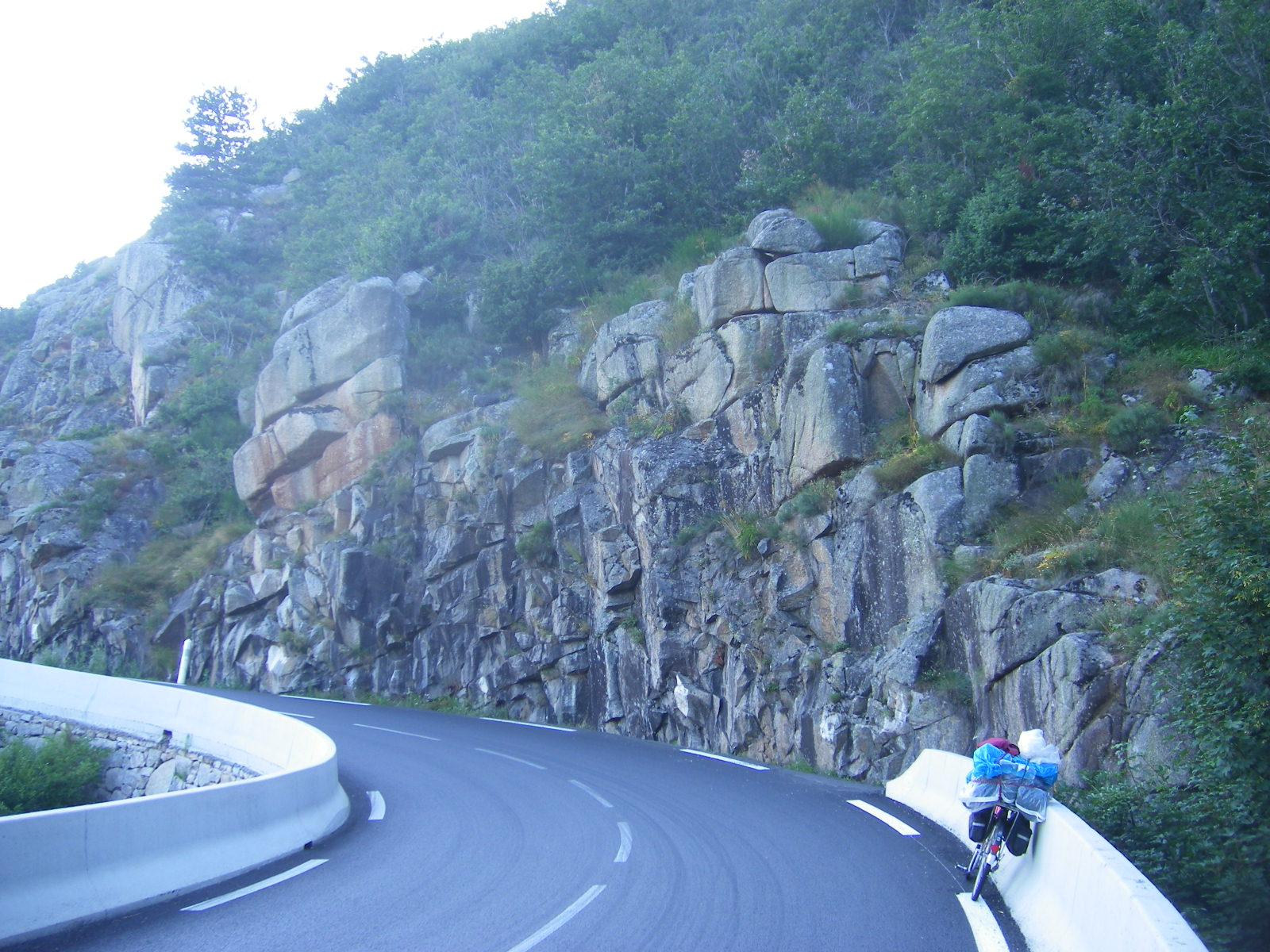
L'ex RN 107 dans la montée du col de Montmirat

- Ispagnac, hameaux de Faux et Nozières
- Saint-Étienne-du-Valdonnez, au col de Montmirat.
- Saint-Bauzile, hameau de Rouffiac
- Balsièges, où l'on rejoint la RN 88
- Mende
- Chastel-Nouvel
- Rieutort-de-Randon
- Saint-Amans
- Saint-Gal
- Les Laubies
- Serverette
- Fontans, hameaux de Lestival et les Estrets.
- Rimeize
- Saint-Chély-d'Apcher